# 王继业
王继业（？—941年），是五代十国时期闽国宗室，闽太祖王审知之孙，其父王延宗。
王继业原任汀州刺史，有治绩。通文四年（939年）七月，连重遇之乱，王延羲让王继业带兵追赶闽康宗王继鹏，一直逃到村舍；王继鹏平素擅长射术，拉弓射杀几个人。不多时，追兵云集，王继鹏自知不能逃脱，便丢下弓箭对王继业说：“卿臣节安在！”王继业说：“君主没有君德，臣下哪有臣节！新君，是我的叔父，旧君，是我的兄弟，谁亲谁远？”王继鹏不再说话。王继业和他一起来福州，到达陁庄，让他喝酒，醉后把王继鹏勒死。永隆二年（940年）王曦（王延羲）任命王继业为泉州刺史。四月，任命王继业为行营都统，率兵二万来救援建州，吴越国兵退。永隆三年（941年），富沙王王延政以书信招降王继业。六月，王曦便把王继业召回福州，赐死于郊外，又在泉州把他的儿子杀了。王继业做汀州刺史时，闽国司徒兼门下侍郎、同平章事杨沂丰当时是士曹参军，与他相亲善；有人告称杨沂丰与王继业同谋，杨沂丰正在陪侍王曦的宴会，立即下狱，第二天便杀了，被夷灭家族。